# Lagonosticta
Genre
Le genre Lagonosticta regroupe des espèces d'oiseaux appartenant à la famille des Estrildidae. Elles représentent 12 des nombreuses amarantes, nom normalisé que la CINFO a donné à ces espèces.

## Liste d'espèces
D'après la classification de référence (version 14.2, 2024) du Congrès ornithologique international (ordre phylogénique) :
- Lagonosticta senegala – Amarante du Sénégal
- Lagonosticta rubricata – Amarante foncé
- Lagonosticta rhodopareia – Amarante de Jameson
- Lagonosticta virata – Amarante de Kulikoro
- Lagonosticta sanguinodorsalis – Amarante des rochers
- Lagonosticta umbrinodorsalis – Amarante de Reichenow
- Lagonosticta rara – Amarante à ventre noir
- Lagonosticta rufopicta – Amarante pointé
- Lagonosticta nitidula – Amarante nitidule
- Lagonosticta larvata – Amarante masqué